# Identikit
Pour plus de détails, voir Fiche technique et Distribution.
Identikit est un film italien réalisé en 1974 par Giuseppe Patroni Griffi.
Il s'agit d'une adaptation du roman britannique Identikit (it) (The Driver's Seat) de Muriel Spark publié en 1970.

## Synopsis
Une femme allemande d'âge mûr se rend à Rome pour tenter de se débarrasser de sa dépression. À la recherche d'un dernier amant, elle rencontre plusieurs hommes et finit par être assassinée par un psychotique, à qui elle donne la dague et en lui indiquant comment frapper, dans le parc de la Villa Borghèse.

## Fiche technique
- Titre original italien : Identikit
- Réalisateur :Giuseppe Patroni Griffi
- Scénariste : Giuseppe Patroni Griffi et Raffaele La Capria
- Photographie : Vittorio Storaro
- Montage :  Franco Arcalli
- Costumes : Gabriella Pescucci
- Décors : Andrea Fantacci
- Direction artistique : Mario Ceroli
- Musique : Franco Mannino
- Production : Nello Meniconi et Franco Rossellini
- Société de production : Rizzoli Film
- Pays de production :  Italie
- Langues originales : italien, anglais
- Genre : Film dramatique
- Durée : 105 minutes
- Date de sortie :
  - Monaco : 20 mai 1974
  - Italie : 26 septembre 1974

## Distribution
- Elizabeth Taylor : Lise
- Ian Bannen : Bill
- Guido Mannari : Carlo
- Mona Washbourne : Mrs. Helen Fiedke
- Luigi Squarzina : Détective Lead
- Maxence Mailfort : Pierre
- Andy Warhol : Lord
- Anita Bartolucci : Saleswoman
- Gino Giuseppe : Le commissaire de police
- Marino Masè : Le policier de la circulation
- Bedy Moratti : Dress Shop Owner
- Dino Mele : Le capitaine de police
- Alessandro Perrella : Détective
- Quinto Parmeggiani : Hotel Waiter
- Nadia Scarpitta : Elderly Lady at airport
- Federico Martignone :
- Maurizio Bonuglia : Détective

## Exploitation
C'est le seul film italien de la carrière d'Elizabeth Taylor.
Présenté en avant-première à Monte-Carlo en mai 1974, le film réussit à tenir tête à l'ouverture simultanée du Festival de Cannes, qui se déroule à quelques kilomètres de là, grâce à une manifestation mondaine dont les parrains sont le prince Rainier et Grace de Monaco, mais une fois dans les salles, il est encensé par la critique et peu vu par le public.
A noter l'apparition de l'artiste pop Andy Warhol dans le rôle d'un noble anglais.